# East Troy (Wisconsin)
East Troy es una villa ubicada en el condado de Walworth en el estado estadounidense de Wisconsin. En el Censo de 2010 tenía una población de 4.281 habitantes y una densidad poblacional de 366,09 personas por km².

## Geografía
East Troy se encuentra ubicada en las coordenadas 42°47′6″N 88°23′38″O / 42.78500, -88.39389. Según la Oficina del Censo de los Estados Unidos, East Troy tiene una superficie total de 11.69 km², de la cual 11.58 km² corresponden a tierra firme y (0.97%) 0.11 km² es agua.

## Demografía
Según el censo de 2010, había 4.281 personas residiendo en East Troy. La densidad de población era de 366,09 hab./km². De los 4.281 habitantes, East Troy estaba compuesto por el 95.94% blancos, el 0.35% eran afroamericanos, el 0.54% eran amerindios, el 0.56% eran asiáticos, el 0.07% eran isleños del Pacífico, el 1.12% eran de otras razas y el 1.42% pertenecían a dos o más razas. Del total de la población el 4.02% eran hispanos o latinos de cualquier raza.